# Copa Suruga Bank de 2015
A Copa Suruga Bank de 2015 foi a oitava edição da competição anual de futebol realizada entre a Confederação Sul-Americana de Futebol (CONMEBOL) e a Japan Football Association (JFA). 
O campeão foi o River Plate da Argentina ao golear o Gamba Osaka do Japão por 3 a 0.

## Participantes
| Instituição | Equipe      | Classificação                            | Participação |
| ----------- | ----------- | ---------------------------------------- | ------------ |
| JFA         | Gamba Osaka | Campeão da Copa da Liga Japonesa de 2014 | 2ª           |
| CONMEBOL    | River Plate | Campeão da Copa Sul-Americana de 2014    | 1ª           |

## Final
| 11 de agosto de 2015 | Gamba Osaka | 0 – 3 | River Plate                                                        | Estádio Osaka Expo '70, Osaka        |
| 19:00 (UTC+9)        |             |       | Carlos Sánchez 8' (pen) · Gabriel Mercado 31' · Tomás Martínez 61' | Público: 12,722 Árbitro: CHN Tan Hai |

| Gamba Osaka | River Plate |

| GK             | 18 | Yosuke Fujigaya   |     |     |
| DF             | 6  | Kim Jung-Ya       |     | 41' |
| DF             | 8  | Keisuke Iwashita  | 44' |     |
| DF             | 15 | Yasuyuki Konno    |     |     |
| DF             | 22 | Oh Jae-Suk        |     | 83' |
| MF             | 7  | Yasuhito Endō (c) |     |     |
| MF             | 17 | Tomokazu Myojin   |     | 46' |
| MF             | 19 | Kotaro Omori      |     | 55' |
| MF             | 21 | Yōsuke Ideguchi   |     |     |
| FW             | 9  | Lins              |     | 64' |
| FW             | 29 | Patric            |     | 71' |
| Substitutos:   |    |                   |     |     |
| GK             | 16 | Ken Tajiri        |     |     |
| DF             | 3  | Takaharu Nishino  |     |     |
| DF             | 4  | Hiroki Fujiharu   |     | 46' |
| MF             | 10 | Takahiro Futagawa |     | 55' |
| MF             | 11 | Shu Kurata        | 57' | 41' |
| MF             | 13 | Hiroyuki Abe      |     | 64' |
| FW             | 20 | Shun Nagasawa     |     |     |
| FW             | 24 | Shingo Akamine    |     | 71' |
| FW             | 30 | Sou Hirao         |     | 83' |
| Treinador:     |    |                   |     |     |
| Kenta Hasegawa |    |                   |     |     |

| GK               | 1  | Marcelo Barovero (c) |  |     |
| DF               | 25 | Gabriel Mercado      |  |     |
| DF               | 2  | Jonathan Maidana     |  |     |
| DF               | 6  | Ramiro Funes Mori    |  |     |
| DF               | 21 | Leonel Vangioni      |  |     |
| MF               | 8  | Carlos Sánchez       |  | 78' |
| MF               | 23 | Leonardo Ponzio      |  | 52' |
| MF               | 5  | Matías Kranevitter   |  |     |
| MF               | 16 | Nicolás Bertolo      |  | 52' |
| FW               | 22 | Sebastián Driussi    |  | 52' |
| FW               | 29 | Javier Saviola       |  | 64' |
| Substitutos:     |    |                      |  |     |
| GK               | 26 | Julio Chiarini       |  |     |
| DF               | 3  | Éder Álvarez Balanta |  |     |
| MF               | 18 | Camilo Mayada        |  | 78' |
| MF               | 14 | Augusto Solari       |  |     |
| MF               | 15 | Leonardo Pisculichi  |  | 52' |
| MF               | 27 | Lucho González       |  | 64' |
| MF               | 10 | Gonzalo Martínez     |  | 52' |
| FW               | 17 | Lucas Boyé           |  |     |
| FW               | 19 | Tabaré Viúdez        |  | 52' |
| Treinador:       |    |                      |  |     |
| Marcelo Gallardo |    |                      |  |     |

## Premiação
| Copa Suruga Bank 2015           |
| ------------------------------- |
| River Plate Campeão (1º título) |